# Altri mondi
Altri mondi è una collana editoriale di fantascienza della casa editrice Mondadori. Ha pubblicato, tra il maggio 1986 e il giugno 1993, 38 volumi, in formato brossurato con sovraccopertina plastificata.

## Elenco delle uscite
1. I Robot e l'impero di Isaac Asimov - maggio 1986
2. Golem 100 di Alfred Bester - maggio 1986
3. E sarà la luce di James Tiptree Jr. - maggio 1986
4. La regina delle nevi di Joan D. Vinge - ottobre 1986
5. Parco dei sogni di Larry Niven e Steven Barnes - ottobre 1986
6. Operazione domani di Robert A. Heinlein - maggio 1987
7. Fondazione e Terra di Isaac Asimov - maggio 1987
8. Nel segno di Titano di John Varley - ottobre 1987
9. Il fiume delle stelle di James Tiptree Jr. - ottobre 1987
10. Figlia del fuoco di Jack Williamson - maggio 1988
11. Destinazione cervello di Isaac Asimov - maggio 1988
12. Il pianeta del silenzio di Stanisław Lem - ottobre 1988
13. Il gatto che attraversa i muri di Robert A. Heinlein - ottobre 1988
14. Preludio alla Fondazione di Isaac Asimov - aprile 1989
15. Settore giada di Lucius Shepard - maggio 1989
16. Alla fine dell'inverno di Robert Silverberg - ottobre 1989
17. Oltre il tramonto di Robert A. Heinlein - novembre 1989
18. Giù nel ciberspazio di William Gibson - marzo 1990
19. Nemesis di Isaac Asimov - maggio 1990
20. Il pianeta del miraggio di Robert A. Heinlein - giugno 1990
21. La guerra contro gli Chtorr di David Gerrold - ottobre 1990
22. Indietro nel tempo di Jack Finney - ottobre 1990
23. Memoria totale di Philip K. Dick - novembre 1990
24. Gli immortali di Poul Anderson - febbraio 1991
25. Monna Lisa Cyberpunk di William Gibson - febbraio 1991
26. I fuorilegge di Pern di Anne McCaffrey - aprile 1991
27. Ritorno nell'universo di Robert Sheckley - giugno 1991
28. Il ritorno degli Chtorr di David Gerrold - settembre 1991
29. Missione nello spazio di Jack Williamson - ottobre 1991
30. La nuova primavera di Robert Silverberg - gennaio 1992
31. Ai confini della Terra di Lucius Shepard - marzo 1992
32. L'impero della paura di Brian M. Stableford - aprile 1992
33. La macchina della realtà di Bruce Sterling e William Gibson - giugno 1992
34. Il giorno della vendetta di David Gerrold - settembre 1992
35. Soldati di ventura di Jerry Pournelle e Roland Green - ottobre 1992
36. Pianeta di ventura di Jerry Pournelle e Roland Green - febbraio 1993
37. Fondazione anno zero di Isaac Asimov - maggio 1993
38. L'anno del massacro di David Gerrold - giugno 1993